# 九六式重迫撃砲
九六式重迫撃砲（96しきじゅうはくげきほう）とは、大日本帝国陸軍が開発した口径305mmの重迫撃砲である。1門のみが製造されて日中戦争(支邦事変)初期に上海の戦闘に投入された。

## 審査概要
昭和7年(1932年)の第一次上海事変において陸軍の保有する十四年式重迫撃砲が海軍に譲渡されたことを受けて、陸軍技術本部は昭和8年(1933年)10月にその代替兵器の開発及び迫撃砲統一の見地から現制重迫撃砲よりも威力の大きい重迫撃砲の研究を部案として決定した。新重迫撃砲の研究方針は口径305mmで最大射程約4,000m、放列重量12t、移動は2車に分割して自動車により牽引されるというものであった。昭和8年10月に設計着手、昭和9年(1934年)4月に大阪砲兵工廠に試作注文を行った。昭和11年(1936年)1月より竣工試験を開始し、4月の修正機能試験の結果機能並びに抗堪性は十分と認められた。5月から6月にかけて弾道性試験及び運行試験を実施し、若干の修正を行った。8月に陸軍重砲兵学校に試験を委託した結果本砲は実用に適するとの判決を得た。試験を受けて更に若干の修正を行い、昭和11年度北満冬季試験に供試し、運動並びに射撃に対する各部の機能良好かつ極寒地での実用に適するとの評価を得た。更に昭和12年(1937年)の日中戦争勃発を受けて本砲は上海付近の戦闘に投入され、更なる修正を実施した。なお試験に要した費用は試製費45,000円、竣工試験及び改修費7,500円、修正機能試験及び改修費7,500円、弾道試験費3,000円、運行試験費2,000円、実用試験費3,000円の合計68,000円であった。
以上をもって本砲は実用に値すると認められ、昭和13年(1938年)7月29日に仮制式を上申した。

## 構造
本砲は砲床壕を掘削することなく備砲することが可能な砲床様式であり、砲身・閉鎖機・揺架体・駐退機・復座機・砲架・車輪・揚弾機・照準器・砲床・砲脚等々の各部からなる。砲架以上は火砲車として前車を付けて運行し、砲床体には前後車が付属し運行の際はこれを装着する。火砲車の重量は11,985kg、砲床車の重量は9,750kgであり、共に九五式十三屯牽引車によって牽引される。砲身は単肉自緊砲身、閉鎖機は螺子式である。揺架は揺架耳を有し高低旋回を可能であり、四隅に駐退機、下部に復座機を装備する。砲架は左右両板を主体とし、上部で揺架耳を支える。後方上部に装填車を積載し、前方下部の車匡体はサスペンションを介して車軸を装備する。車輪については計画段階で「八九ト共通ニ研究」とあるが、実際に用いられたかは不明。左右後方には踏板を装着する。揚弾機は砲架左側に装備し、運行の際は上部に折りたたむことが可能である。
砲床体は砲床の主体であり、略円盤で中央に杠起塔を有する。周囲には砲脚を取り付けるための八個の穴を有し、上部に砲架を積載する。砲脚は断面が四角形の箱状で、脚尾に駐鋤匡を装着する。補助脚は連絡棹によって各砲脚の間に取り付けられ、両端に駐鋤匡を装着する。床板大・小は各脚の下部及び脚間に装着し、砲床の設置面積を増大させる。運行の際には砲床の上に部品積載のための箱を装着する。
本砲の高低照準機は歯弧式であり、転輪の回転を揺架体下部の歯弧に伝えて俯仰運動を行う。これとは別に高低照準機補助装置を有する。方向照準機も同じく歯弧式であり、転輪の回転を砲床の歯圏に伝えて杠起塔を中心とした方向移動を行う。平衡機は砲架左右に装着されて各射角における平衡を調節する。

## 運用
本砲の備砲の手順は以下の通りである。まず設置地面の水平規正を行った後砲床車の前後を分離して砲床体を地面に設置する。設置が完了した後に砲脚、補助脚、床板大・小、歯圏、駐鋤を装着する。続いて火砲車を砲床上に積載し、昇降板を使って前車を分離する。杠起塔を使用して火砲車の杠上と昇降板の除去を行い、歯圏の上に火砲車架尾を組み立てる。最後に揚弾機を起こし、装填車を装着すれば備砲は完了である。なお本砲の除去はこれと反対の手順に沿って行う。

## 砲弾
本砲の使用弾は破甲榴弾及び代用弾である。破甲榴弾は七年式三十糎榴弾砲の九五式破甲榴弾(甲)の信管を九五式破甲大2号弾底信管「榴」から同信管「迫」に交換したものである。本砲弾は昭和12年の上海における戦闘で使用され、実用性が認められた。代用弾は砲塔四五口径四〇糎加農砲の徹甲弾弾帯を改修し填砂により重量を400kgにしたものである。本砲弾は昭和11年の伊良湖試験場における火砲抗堪試験及び野戦重砲兵学校に委託しての試験の際に使用され、実用性が認められた。以上の砲弾は昭和13年8月10日に仮制式を上申した。また後には七年式三十糎榴弾砲の九五式破甲榴弾(丙)を基にした破甲榴弾も制定された。
九五式破甲榴弾
堅固な野戦築城及びベトン構造物の破壊に用いる徹甲弾である。
昭和14年(1939年)3月22日付けの陸密第394号で制定された。
九六式改造代用弾
平時の演習及び教育に用いる演習弾である。
本弾は信管・炸薬を有さず、弾腔には「パラ」砂を詰めてある。弾着観測は弾着時の土砂飛散によって行う。射程は1号装薬で3,600m、重量400kg。
昭和14年(1939年)3月22日付けの陸密第394号で制定された。
九五式破甲榴弾(丙)
堅固な野戦築城及びベトン構造物の破壊に用いる徹甲弾である。
炸薬量39.86kg、信管は九五式破甲大2号弾底信管「迫」を使用。砲弾重量399.50kg。
昭和16年(1941年)8月21日付けの陸密第2588号で制定された。